# Evangelisch-Methodistische Kirche (Gliwice)

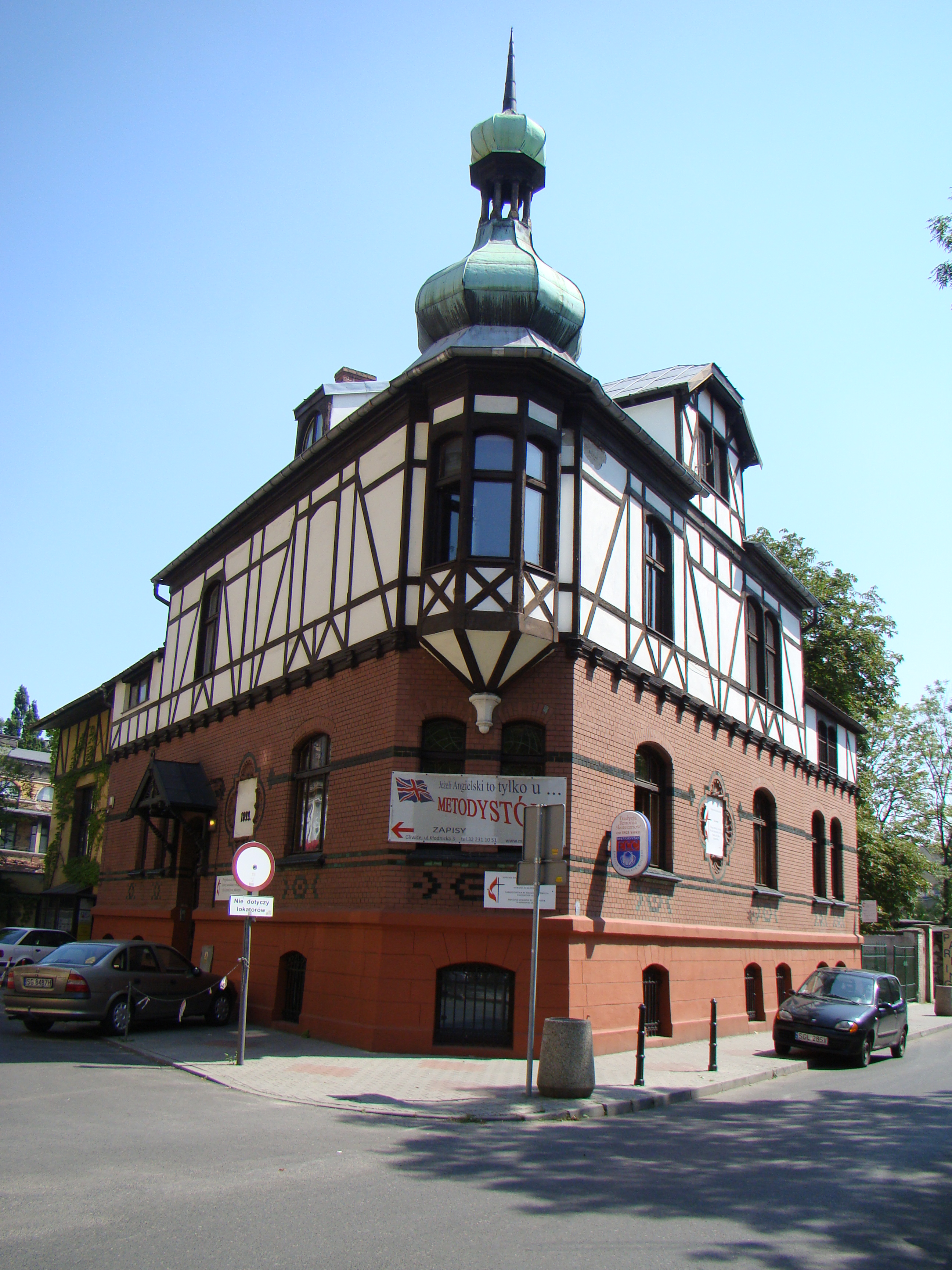
Die evangelisch-methodistische Kirche Gliwice

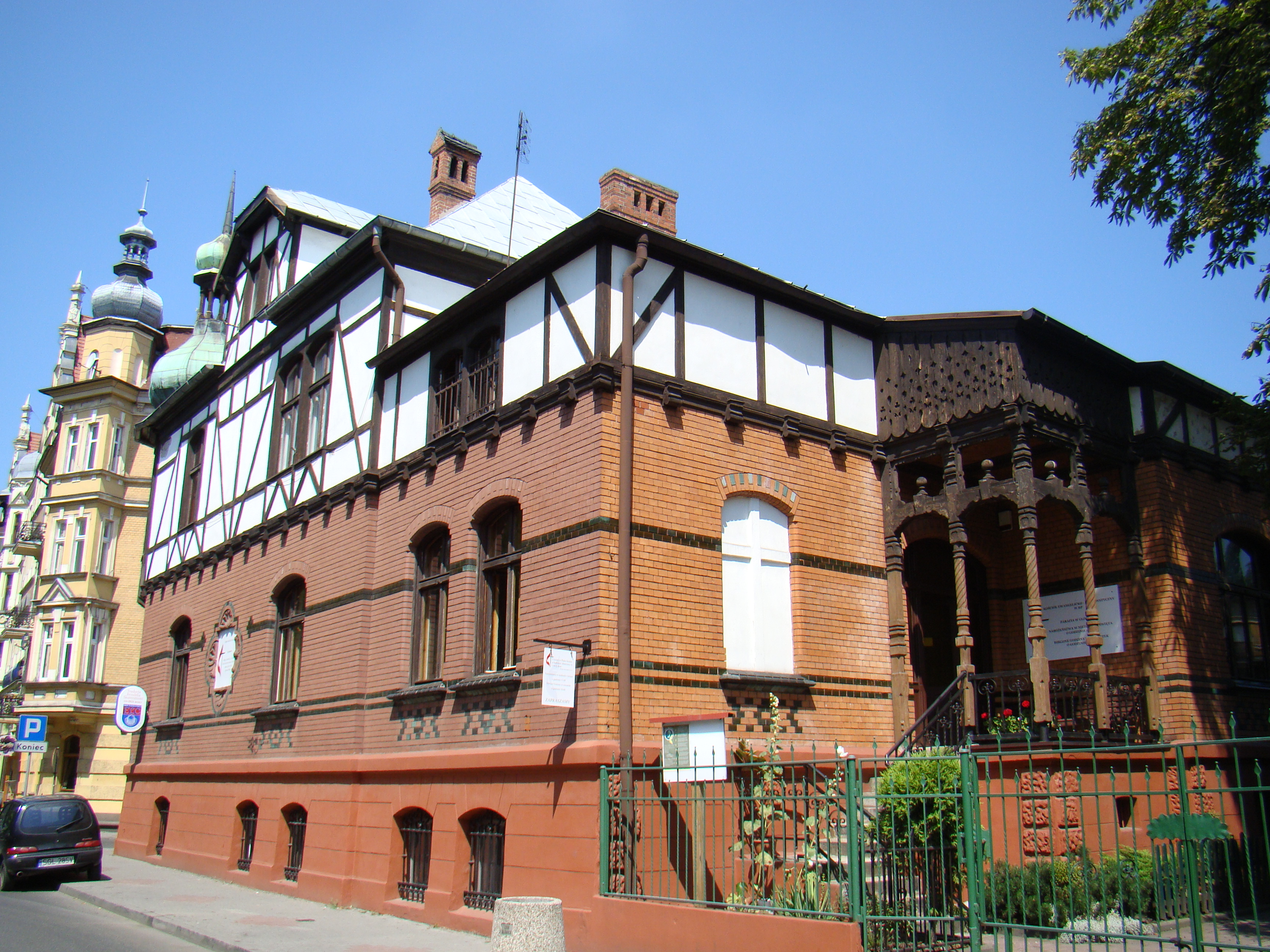
Ansicht des Gebäudes

Die evangelisch-methodistische Kirche Gliwice (Gleiwitz) (polnisch Kościół Ewangelicko-Metodystyczny) in Oberschlesien ist ein denkmalgeschütztes Gebäude im neobarocken Stil. Es stammt vom Ende des 19. Jahrhunderts. Die Kirche gehört der evangelisch-methodistischen Gemeinde am Ort. Sie befindet sich an der Ulica Kłodnicka 3 im Stadtteil Innenstadt.

## Geschichte
Die evangelisch-methodistische Gemeinde von Gliwice wurde nach dem Zweiten Weltkrieg durch Umsiedler aus Lwiw (Lemberg) gegründet.

## Architektur
Bei dem Kirchengebäude handelt es sich ursprünglich um ein Wohngebäude, das 1899 erbaut wurde. Das neobarocke Bauwerk besitzt im Erdgeschoss eine rote Ziegelfassade, das Obergeschoss besitzt hingegen eine Fachwerkfassade, die zwischen dem Fachwerk weiß verputzt ist. An der Straßenkreuzung befindet sich ein Eckerker aus Fachwerk mit einer barocken Zwiebelhaube.